# Xiyangyang yu Huitailang
Xǐ Yáng Yáng yǔ Huī Tài Láng (en chinois 喜羊羊与灰太狼), traduit en anglais par Pleasant Goat and Big Big Wolf (que l'on pourrait traduire par La gentille chèvre (ou le gentil mouton) et le grand méchant loup) est une série télévisée d'animation chinoise créée par Huang Weiming et produite par Creative Power Entertaining.
L'émission concerne un groupe de chèvres vivant sur la « prairie verte » (青青草原) et l'histoire tourne autour d'un loup maladroit qui veut les chasser. Elle est diffusée sur plus de quarante chaînes locales de télévision, y compris TVB, BTV Animation Channel et CCTV-Children en Chine.

## Historique
La série ne comportait que 530 épisodes lors de sa première diffusion. Après un premier succès modéré, Creative Power Entertaining a créé les 2000+ épisodes suivants, dont 60 épisodes exclusifs à l'occasion des jeux olympiques de Pékin.
En janvier 2009, le premier long-métrage (喜羊羊与灰太狼之牛气冲天, « L'aventure du super escargot ») a été lancé en Chine. Il a surclassé le record de box office intérieur pour un film d'animation chinois, en rapportant 30 millions de yuans (environ 3 millions d'euros) dès le premier week-end, avec 8 millions de yuans rien que pour le premier jour. Selon Beijing News, les recettes du premier week-end étaient bien supérieures au précédent record pour un film chinois d'animation, détenu par Storm Rider Clash of the Evils, l'adaptation de Storm Riders, qui a rapporté 25 millions de yuans en deux semaines lors de sa sortie, l'été précédent.
En présentant le film comme un « mystère », Zhao Jun, le directeur général de la China Film South Cinema Circuit, avait prédit que le film réaliserait au moins 60 millions de yuans de recettes totales au box office.  Un dirigeant de la Stellar International Cineplex, basée à Pékin, avait signalé que la plus grande salle de cinéma, qui avait été allouée au film Red Cliff II, serait réallouée pour présenter 喜羊羊与灰太狼之牛气冲天, pour répondre à la demande du public. Red Cliff II (la seconde partie du film Les Trois Royaumes, sorti en un seul film en Occident), était dirigé par John Woo, réalisateur hong-kongais travaillant à Hollywood.
Fondé sur la série de 500 épisodes, le long-métrage reprend les mêmes personnages, mais les fait agir dans un scénario très différent. En effet, dans cette histoire, les nombreuses chèvres et leur vieil ennemi le loup gris vont unir leurs forces pour détruire un ennemi commun, en l'occurrence une bactérie.
Un second long métrage, « Voyage dans le désert: l'aventure du totem perdu »(喜羊羊与灰太狼之虎虎生威) est sorti en 2010.
Le troisième film, « Château de la Lune: l'aventure spatiale »(喜羊羊与灰太狼之兔年顶呱呱) est sorti en 2011.
Le quatrième film, « Mission incroyable: aventures sur la piste du dragon »(喜羊羊与灰太狼之开心闯龙年) est sorti en 2012.
Le cinquième film, « L'arche mythique: aventures d'amour et de bonheur »(喜羊羊与灰太狼之喜气羊羊过蛇年) est sorti en 2013.
Le sixième film, « Rencontrez le Pegasus »(喜羊羊与灰太狼之飞马奇遇记) est sorti en 2014.
Le septième film, « Incroyable chèvre agréable »(喜羊羊与灰太狼之羊年喜羊羊) est sorti en 2015.
Le huitième film, « Dunk pour l'avenir »(喜羊羊与灰太狼之筐出未来) sortira en 2022.

## Description
Dans l'année de la chèvre (une sorte de calendrier fantastique dans la série) 3131, les chèvres vivent heureuses dans la grande prairie verte, lorsque Loup Gris et sa femme Loup Rouge s'y installent et décident de les chasser. Mais à cette époque, les chèvres sont intelligentes et disposent d'une technologie avancée. À chaque fois que Loup Gris apparaît dans le village des chèvres, il invente un nouveau plan sournois pour les attraper. Parmi les chèvres, un jeune individu ingénieux, nommé 喜 (Xi : gentil, agréable) trouve toujours un moyen de ruiner les plans du loup et de sauver ses congénères. Grâce à l'effort de Xi et de ses amis, Loup Gris ne capture jamais aucune chèvre. À la fin de chaque épisode, Loup Gris promet de revenir.
Le conflit entre Loup Gris et Xi ne finit jamais. Bien que le prédateur échoue systématiquement, il n'abandonne jamais. Bien qu'il soit méchant avec les chèvres, il est timide et gentil envers sa femme Loup Rouge. Celle-ci est assez impatiente et aime faire faire tout le travail à son mari. Elle n'essaie jamais d'attraper les chèvres elle-même, mais crie toujours sur son mari et le frappe avec une poële dans presque tous les épisodes lorsqu'elle est en colère. Elle aime la mode et se comporte comme une femme adulte (bien que ses pensées soient parfois un peu infantiles). Xi et ses amis sont dépeints comme des gamins enjoués de l'école primaire. Chacun d'entre eux a son trait particulier. « Beauté » est une fille mignonne qui s'inquiète toujours de son apparence et de l'estime qu'elle reçoit. « Costaud » est un garçon qui aime travailler à l'extérieur et est amoureux de Beauté. « Paresseux » est un garçon mignon qui aime se reposer. Il y a de nombreuses autres enfants chèvres et ils ont un maître, une chèvre âgée, nommé « Lent », qui est un scientifique et développe des machines pour protéger l'école. Il est plus lent qu'un escargot et utilise une canne.

## Personnages

### Chèvres / moutons
- 喜羊羊 / Xiyangang : le héros, Chèvre joyeuse
- 慢羊羊 / Manyangyang: le vieux Chèvre lente
- 懒羊羊 / Lanyangyang: le jeune Chèvre paresseuse
- 美羊羊 / Meiyangyang: la jeune Jolie Chèvre
- 沸羊羊 / Feiyangyang : le fort de la troupe, Chèvre costaude
- 暖羊羊 / Nuanyangyang: Chèvre gentille, personnage féminin plus grande que les autres et toujours équipée de son sac à main en forme de cœur.
- 软绵绵 / Ruanmianmian: Chèvre douce, un personnage au long poil.

### Loups
- 灰太狼 (Loup Gris)
- 红太狼 (Loup Rouge), sa femme
- 黄太狼 (Loup Jaune), le grand-père de Loup Gris
- 黑太狼 (Loup Noir), le père de Loup Gris
- 蕉太狼 (Loup Banane), végétarien
- 小灰灰 (Petit Gris), le fils de Loup Gris et Loup Rouge
- 香太狼 (Petit Rouge), la fille de Loup Gris et Loup Rouge
- 武大狼 (Loup martial), l'ancètre de la famille

## Récompenses
- 5 juillet 2008 : Guangdong channels' "The 2007 Grand Prize for Outstanding Domestically Produced Animated Cartoon"
- 13 juin 2008 : "14th Shanghai TV Festival Magnolia Award" - "Animation Silver Award"
- 19 janvier 2008 : "The 4th Annual JinLong Prize for Original Cartoon Animation 2007"  — "Mainland China, Hong-Kong, Macau and Taiwan : The Best Creative Animation of the Year Award"
- 5 novembre 2007 : "The 2005 National Children's Programming Excellence in Merchandises and Animation Awards" —"Grand Prize for Outstanding Domestically Produced Animated Cartoon"
- 15 juin 2007 : Cartoon Express The Hong Kong, "The 2007 National Consumer's Most Popular Brand Grand Prize"
- Guangdong Privately Operated Film and Television Enterprise Award, "Outstanding Television Animated Cartoon Program Award" for 2001-2005
- 2005 : Outstanding China Animation Award – "Pleasant Goat and Big Big Wolf (épisodes 1 à 40)
- Le personnage principal Xi reçoit de Southern Children's Channel's "2005 the Most Popular Cartoon Award" and "The Annual Character Image Grand Prize"
- 11 décembre 2006 : "China academy Awards" — "Technique in Animation Award" et Recipient of "China academy Awards" — "The Outstanding Works in Animation Award"
- Certificat du "National Animation Industry Base": par le Issued Guangdong Administration of Radio, Film and TV, 2006
- juin 2006 : "The 23rd China TV Golden Eagle Award" — "Nomination for Image Arts Design Award"
- 24 avril 2006 : The Guangdong Province Bureau for Broadcast Award for Creativity for Television Movie, The Professional Association 2001 – 2005 : "The Animated Television Cartoon Production Award" pour les films et programmes télévisés de la province de Guangdong 2001-2005